# Segueneiti
Segeneiti es una localidad de Eritrea,en la región de Debub.

## Demografía
Según estimación 2010 contaba con 6678 habitantes.